# نمنوشچی
نمنوشچی (انگلیسی: Nemenushchy) یک شهرک در بخش آلکسیفسکی استان بلگورود کشور روسیه است.